# Lapos öltés
A lapos öltés jellegzetessége, hogy a hímzőfonal teljesen simán fekszik rá az alapanyagra és magában sosem alkalmazzák. Célszerű rámán kifeszíteni az alapanyagot, hogy a hímzés összehúzódását megakadályozzuk.

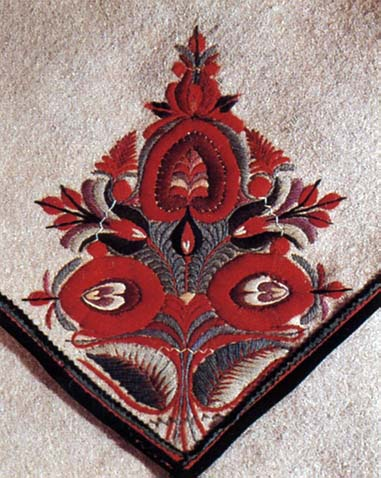
A lapos öltés a szűcshímzésben igen gyakori

## Egyszerű lapos öltés

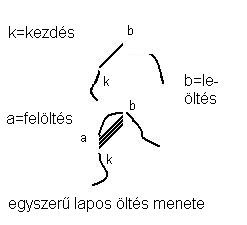
Egyszerű lapos öltés

Az anyag hátoldaláról a színére felszúrt (lásd: egyszerű lapos öltés kép K pont) tűt meghatározott távolságban leöltjük, s ezzel elkészült egy öltés. Csak csoportosan szokás alkalmazni. A hátoldali minta hasonlít a színoldal mintájához. Az öltéshossz változtatásával alkalmazzák, levelek, virágok stb. kivarrására. Ezt az eljárást töltésnek, vagy kitöltésnek is nevezik.

## Hamis lapos öltés
Az első lapos öltés elkészítése után az előrajzolt minta körvonalán felül egy-két alapanyagszálnak aláöltünk, majd visszatérünk az előző öltés aljához, ahol a minta szélvonalán szorosan szúrunk le, majd egy-két alapanyagszálnak aláöltve vezetjük a hímzőfonalat. Az öltésmód lényege, hogy takarékos, mert a hátoldali minta az előrajzolt mintát mutatja vázlatosan, míg a színoldal kitöltött mintaképet ad. A kunsági hímzés jellemző öltésmódja. Mivel haladós öltés, nagy felületek kitöltésére szokás alkalmazni (pl. lepedővégek, párnavégek, régebben szalmazsákvégek hímzésénél) főleg madaras, nagy tulipános, bazsarózsás, makkos, bogyós stb. minták varrásakor.

## Váltogatott lapos öltés
Kezdetnek egy lapos öltést készítünk függőlegesen, alulról felfelé haladóan. A leöltés után attól felfelé meghatározott távolságra felöltünk. A tű kihúzása után úgy öltünk le egészen szorosan a kezdő öltés mellett, hogy öltésünk kissé túlhaladjon annak végpontján. Az öltések egymással szemben helyezkednek el, és végeik a hímzett felület közepén fogazatszerűen látszódnak amiatt, hogy kis részen sűrűn egymás mellett haladnak. Felületkitöltésre használjuk. A hímzés jobbról balra halad.

## Fogazás
Balról jobbra haladóan egymástól egyenlő távolságra álló, egyforma nagyságú lapos öltésekből álló sort varrunk. A munka hátoldalán ferde öltések látszódnak. Varrhatjuk még úgy is, hogy a munka visszáján fent és lent, váltakozva, a függőleges lapos öltésre merőleges (vízszintes) öltések látszódnak, ilyenkor a haladás iránya jobbról balra van.

## Fogasöltés

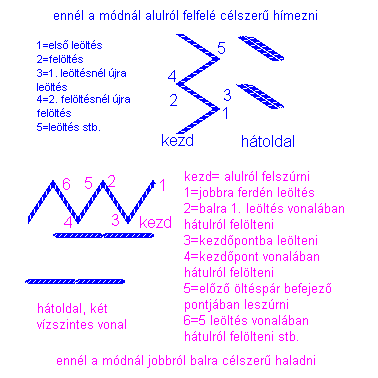
Fogasöltés

A lapos öltéseket páronként végükkel egymásnak döntjük. 
Öltésképzés módjai lehetnek:
- Az első ferde irányú lapos öltés leöltésénél a tű hegyével a kezdőponttal egy vonalban szúrunk fel egy öltéstávolságnyira, s az anyag felszínén visszaöltünk az első öltés befejező pontjába. Ezt a két, egymásnak dőlő lapos öltést ismételjük végig a soron. A hímzés hátoldala minden második lapos öltésnél két párhuzamos dőlésű sort fog mutatni.
- A kezdő, jobbra dőlő ferde irányú lapos öltés leöltése után a kezdőponttal egy vonalban, attól kb. egy öltéstávolságra szúrunk fel. A hímzés színoldalán a kezdő öltés leöltési pontjába öltünk le, s ezt a két öltést ismételgetjük úgy, hogy a következő öltés kezdőpontja egy vonalba esik - egy öltéstávolságnyira - az előző öltéspár befejezési pontjával. A díszítő sor a színoldalon fogazatot mutat, a hátoldalon pedig két vízszintes sort.
- A kockaöltéshez hasonlóan (de 45 fokos dőlésszögű, helyett 60 fokos dőlésszögű) ferde irányú lapos öltés sort hímzünk végig a soron balról jobbra haladva, majd a hímzéssel fordulva ugyanabban a sorban jobbról balra haladva kitöltjük a hézagokat. A hímzés hátoldala a színoldalhoz hasonló fogasöltést mutat.

## Kettős fogasöltés
A készítésekor két lapos öltést varrunk szorosan egymás mellé. A második öltés leöltése után a tűvel az öltés hosszának feléig visszaszúrunk. A második öltés fonalát óvatosan meghúzzuk és egy rövid vízszintes lapos öltéssel azt lefogjuk. Az öltéspárokat ismételve díszítősort kapunk.

## Középen átfogott fogasöltés
Egymástól kis távolságra két laza függőleges lapos öltést készítünk. A második öltés után a tűvel visszafelé fordulva az első öltés közepénél felszúrunk úgy, hogy a laza öltés a tű mögött legyen. Innen egy rövid, vízszintes lapos öltéssel leöltjük a második öltést is. Ily módon a két öltés középen befelé fog dőlni, mintha keresztezné egymást. A soron végig ezt a három öltést ismételjük, a munka balról jobbra halad.

## Száröltés
Az első lapos öltés elkészítése után annak jobb oldalán a közepe tájékáig visszaöltünk, majd a következő öltésnél jobb fele haladva fél öltéshosszal előbbre öltve szúrunk le az alapanyagba és a már meglévő öltés tövében visszaöltve vezetjük fel a hímzőfonalat. Ez az öltésmód a színoldalon zsinórszerűen mutatkozik, míg a hátoldalon egymáshoz érő lapos kis öltések látszódnak. Az öltés akkor szép, ha mindig egy irányban hajlítjuk el a cérnát. Miként neve is mutatja főleg növények szárait, indát varrnak vele.

## Kettős száröltés
Kezdésként egy ferde irányú lapos öltést készítünk. Utána felöltünk az előző öltés alatt annak kb. kétharmadánál, majd az első öltés hosszával egyezően, de ellentétes irányban leöltünk. Az öltések hatása kis fenyőgallyacskára hasonlít, vagy mintha két száröltést egymással szembefordítanánk. Sorok kivarrására alkalmas.

## Szalagöltés
Ha a száröltés képzésekor az első öltés közepénél hosszabban öltünk vissza, meredekebb szögű öltéssor keletkezik, amely csíkok kivarrására alkalmas.

## Előöltés (férc)
Az alapanyag színoldalán egy sima lapos öltés elkészülte után ugyanolyan hosszan visszük a szálat tovább az anyag hátoldalán is, majd felöltünk, a következő öltést a színoldalon visszük tovább ugyanolyan hosszan, majd leöltünk. A varrás jobbról balra halad. A továbbiakban ezt ismételgetjük. Hímzésre használják oly módon, hogy visszafordulva kivarrják a hímzés színén korábban üresen hagyott mintarészt is.

## Szövőöltés
Az anyag színén előöltés sort varrunk. A végére érve fordulunk, és a mintának megfelelően, általában kissé eltolva szintén előöltéssort varrunk. Az öltéssorok szorosan egymás mellett futnak, és szövött hatást keltenek.

## Háromsoros lapos öltés
Kivarrását a középső sorban kezdjük. A kezdő vízszintes lapos öltés után, attól tetszés szerinti távolságra felfelé, az öltés közepével egy vonalban felszúrunk és az előző öltéssel párhuzamos és azonos nagyságú lapos öltést készítünk, majd innen hosszan visszaöltve az első öltés közepe alá, készítünk az alsó soron egy újabb lapos öltést. Ezt a három párhuzamos lapos öltést ismételjük a soron. A hátoldalon két rövid ferde öltés között halad egy hosszabb ferde öltés.

## Tömőöltés (stoppolás)
Előöltéssel vászonszövést utánzó hímzésmód. Először hosszú hamis lapos öltésekkel elkészítjük a függőleges (láncfonalat helyettesítő) kifeszített szálakat, majd - ezekre merőlegesen - minden második szálat tűre véve vezetjük a hímzőfonalat a sor végéig (ahol vagy anyagba öltéssel fordulunk, vagy anélkül). Visszafordulás után - a második sorban - azok a szálak kerüljenek a tűre, amelyek az előző sorban a tű alatt voltak. Művészi kivitelben használták a kalotaszegi varrottas recés ingek kivitelezésénél.

## Tűző- vagy gépöltés
Az anyagra alulról felöltött hímzőfonaltól jobbra kis távolságban leszúrunk, és a száltól bal oldalra ugyanolyan öltésnagyságban felöltünk (a munka hátoldalán egy hosszú öltés látható ebben a fázisban). A színoldalon az előző öltés tövébe öltünk vissza, s a már elkészült öltés méretét figyelembe véve szúrunk fel bal oldalra tartva a színoldalra. A színoldalon az egymáshoz kapcsolódó öltések gépvarráshoz hasonlóak, míg a hátoldalon pedig két öltést átfogó száröltéshez hasonló sor keletkezik. Főleg ruhadarabok összeerősítésére használatos. Alkalmas virágok szárainak, és indáknak a kihímzésére is.
A kettős tűzőöltés kétsoros tűzőöltést jelent, ahol félöltéshosszal elcsúsztatva visszük a második sort.

## Négyzetöltés
(másként paráma) 
Három vagy négy szálra számolva készül. Egy függőleges lapos öltéssel kell kezdeni (négyzet első oldala), majd derékszögben alulról balra felöltünk az első öltés hosszával egyezően. Innen balról jobbra kezdő lapos öltés tövéhez visszaöltve egy vízszintes öltésként (négyzet második oldala) kapcsolunk. A négyzetminta felső (harmadik) oldalához balra átlósan felöltünk (ügyelve az öltés hosszúságának a már meglévő oldalakhoz igazítására); majd a kezdő lapos öltés felső sarkában szúrunk le a tűvel a hátoldalra (a négyzet harmadik oldala), utána vízszintesen balra a előző öltés kezdeténél felöltünk. Végül függőlegesen lapos öltéssel leöltve kialakul a négyzet negyedik oldala is, amely egyben a következő négyzet kezdő oldala is. Innen ismételjük az egészet. A hátoldal mintázat fordított „Z” betűt formál, míg a színoldal kis négyzeteket. Elsősorban szegélyhímként használták, tehát munkák lezárására.

## Kockaöltés
Kezdő ferde irányú lapos öltés leöltése után felülről lefelé haladva, ellenkező irányban egy öltéshosszal felöltünk a színoldalra és egy párhuzamos lapos öltést készítünk. Így haladunk végig a soron. A sor végére érve megfordulunk a hímzéssel (munkát nem kell fordítani) és kitöltjük az első sor közötti hézagokat. Több sort varrva egymás alá, csúcsára állított négyzeteket kapunk. Kézimunkák díszes szegésére használt mintasor.

## Zegzugöltés
Két, egymással ellentétes irányban haladó hamis lapos öltéssel készül egy minta. Nem öltünk át az alapanyagon, hanem a felszínén veszünk fel egy-két szálat a tűre, és így haladunk tovább az első ferde öltéssel ellentétes irányban. A szálakat egyformán kell mindkét öltésnél meghúzni. A fonákoldalon pontszerű képet ad a hímzés, míg a színoldalon a fogasöltéshez hasonló a hímzés képe.A munka jobbról balra halad.

## Éköltés
Egy ferde irányú lapos öltéssel kezdünk, majd leöltés után függőlegesen lefelé tartó tűvel szúrunk fel az öltés szélességével megegyező távolságra. Utána visszaöltünk az első öltés kezdőpontjába és vízszintesen balról jobbra haladva a következő öltéspár kezdőpontjához felöltünk. A két öltés hegyesszögben találkozik és azonos hosszúságúak.

## Ágas öltés
Három egyforma hosszú lapos öltésből áll, amelyek a végüknél egy pontban találkoznak. A kezdőöltés leöltése után ferdén felfelé haladó lapos öltéssel térünk vissza az első öltés végpontjába, majd lefelé haladóan ugyanezt tesszük. A középső sorra kerülő ellentétes irányú lapos öltések párhuzamosak egymással. A hátoldalon a középső sor nem mutatkozik. A munka balról jobbra halad.

## Szegőöltés
Apró, sűrű lapos öltések csoportja, amelyet részleges szálhúzások szélének eldolgozásához, megerősítéséhez, díszítéséhez szokás készíteni.

## Fonalszámolásos lapos öltés
Az alapanyag fonalközeibe öltünk, azaz a minta nincs előnyomva. Számoljuk a szálakat. Az öltés iránya lehet függőleges, vízszintes és átlós irányú. Az öltések párhuzamosan futnak és fedik az alapanyagot. Az öltések nem lehetnek túl hosszúak, nehogy felbolyhosodjanak. Fehér hímzéseknél gyakran alkalmazott öltésfajta.

## Magas hímzés
A lapos öltésfajták olyan kombinációja, amelynek következtében a hímzés magasan kiemelkedik az alapanyagból. Ezt úgy érik el, hogy mind a minta körvonalait, mind belsejét kitöltik vagy alátöltik. Általános, hogy kezdéskor a minta körvonalait előöltésekkel varrják ki, majd ezen belül a mintát hamis lapos öltéssorokkal töltik alá. Az alátöltés lazább fonallal és a keskeny mintáknál a hosszabbik oldalát alapul véve készül. A hímzés és az alátöltés leöltési pontjai nem esnek egy vonalba. Az előkészítés után többnyire egyszerű lapos öltéssel hímezik ki a mintát

## Bélelt lapos öltés
A drávaszögi hímzésekre jellemző az öltéstechnika. A hímzéssel egy menetben a lapos öltés leöltésekor a kelmén nem szúrnak át, hanem két-három fonalat tűre vesznek, és ismét a kelme színén vezetik a fonalat a minta széléig tovább, ahol - kevéssel a minta előtti rövid öltéssel - ismétlik az eljárást. Így egy rejtett öltéssel töltik ki a lapos hímzést, tulajdonképpen felhozzák az egyszerű lapos öltés hátoldalán mutatkozó öltést a felszínre. A hátoldalon csak apró öltések látszódnak a minta két oldalának megfelelően. A munka menete balról jobbra történik.

## Baranyai hímzőöltés
Ferde irányú lapos öltést készítünk. Az öltés közben a hímzőfonal alá vastag pálcát helyezünk. A sűrűn egymás mellé varrt öltések egyforma hosszúak. A sor végére érve a következő sor hosszában az anyag színén (a pálca mellett, a fonalhurkok alatt) végigöltünk. Az előöltés alátölti a sort. Utána a pálcát kihúzzuk a sorból, s a következő sort is balról jobbra varrjuk. Öltés közben erősen sodorjuk a fonalat.